# Noeetomima
Noeetomima is een geslacht van vliegen uit de familie van de Lauxaniidae. De wetenschappelijke naam van de soort werd voor het eerst geldig gepubliceerd in 1937 door Günther Enderlein.

## Soorten
De volgende soorten worden bij het geslacht ingedeeld:
- Noeetomima aberrans Shatalkin, 1992
- Noeetomima chinensis Shi, Gaimari & Yang, 2013
- Noeetomima decora Kim, 1994
- Noeetomima fulgens Shatalkin 1992
- Noeetomima hongshanensis Li, Chen & Yang, 2020.
- Noeetomima huzhengkuni Shi & Liu, 2020[2]
- Noeetomima jinpingensis Shi, Gaimari & Yang, 2013
- Noeetomima lijiangensis Li, Chen & Yang, 2020
- Noeetomima liui Li, Chen & Yang, 2020
- Noeetomima nepalensis Stuckenberg, 1971
- Noeetomima parva Stuckenberg, 1971
- Noeetomima radiata Enderlein, 1937
- Noeetomima tengchongica Shi, Gaimari & Yang, 2013
- Noeetomima thaiensis Sasakawa, 1987
- Noeetomima trisurstyla Li, Chen & Yang, 2020
- Noeetomima yunnanica Shi, Gaimari & Yang, 2013
- Noeetomima zhangae Li, Chen & Yang, 2020